# Richmond 200 1955
Richmond 200 1955 var ett stockcarlopp ingående i  Nascar Grand National Series (nuvarande Nascar Cup Series) som kördes 22 maj 1955 på den 0,5 mile (0,804 km) långa ovalbanan Atlantic Rural Fairgrounds (nuvarande Richmond Raceway) i Richmond i Virginia. Totalt avverkades 100 miles (160,934 km) fördelat på 200 varv. Banunderlaget var dirt. Loppet vanns av Tim Flock i en Chrysler på tiden 1:50.30 körande för Carl Kiekhaefer. Flocks snitthastighet var 54,298 mph. Prispotten uppgick till 4085 dollar, varav 1000 dollar gick till segraren.

## Resultat
| Plc     | Nr   | Förare           | Team/ bilägare           | Konstruktör | Start | Varv | Ledda varv |
| ------- | ---- | ---------------- | ------------------------ | ----------- | ----- | ---- | ---------- |
| 1       | 300  | Tim Flock        | Carl Kiekhaefer          | Chrysler    | 22    | 200  | 123        |
| 2       | 301  | Fonty Flock      | Carl Kiekhaefer          | Chrysler    | 10    | 200  | 0          |
| 3       | 42   | Lee Petty        | Petty Enterprises        | Chrysler    | 20    | 200  | 0          |
| 4       | 78   | Jim Paschal      | Ernest Woods             | Oldsmobile  | 4     | 199  | 69         |
| 5       | 55   | Junior Johnson   | Jim Lowe                 | Oldsmobile  | 25    | 197  | 0          |
| 6       | 44   | Bob Welborn      | Julian Petty             | Chevrolet   | 19    | 192  | 0          |
| 7       | 460  | Gene Simpson     | i.u.                     | Plymouth    | 24    | 190  | 0          |
| 8       | 53   | Elmo Langley     | Langley-Woodfield Racing | Oldsmobile  | 12    | 181  | 0          |
| 9       | 69   | Volney Schulze   | Volney Schulze           | Dodge       | 8     | 179  | 0          |
| 10      | 11   | George Parrish   | George Parrish           | Studebaker  | 9     | 176  | 0          |
| 11      | 98   | Dave Terrell     | Dave Terrell             | Oldsmobile  | 26    | 172  | 0          |
| 12      | 43   | Slim Brown       | i.u.                     | Chevrolet   | 11    | 169  | 0          |
| 13      | 54   | Nace Mattingly   | Nace Mattingly           | Ford        | 5     | 157  | 0          |
| 14      | 900  | Johnny Roberts   | Johnny Roberts           | Chevrolet   | 23    | 145  | 0          |
| 15      | 18   | Arden Mounts     | Arden Mounts             | Hudson      | 1     | 141  | 0          |
| 16      | 28   | Eddie Skinner    | Frank Dodge              | Oldsmobile  | 7     | 141  | 0          |
| 17      | 89   | Buck Baker       | Buck Baker Racing        | Buick       | 21    | 133  | 0          |
| 18      | 121  | Harvey Henderson | Harvey Henderson         | Hudson      | 27    | 133  | 0          |
| 19      | 303  | Henry Ford       | Henry Ford               | Chrysler    | 14    | 115  | 0          |
| 20      | 140  | Mack Hanbury     | Mack Hanbury             | Hudson      | 3     | 115  | 0          |
| 21      | 8    | Billy Carden     | i.u.                     | Buick       | 15    | 111  | 0          |
| 22      | 302  | Carl Krueger     | Carl Krueger             | Chrysler    | 16    | 99   | 0          |
| 23      | 4    | Ken Fisher       | Ken Fisher               | Chrysler    | 18    | 95   | 0          |
| 24      | 3    | Dick Rathmann    | John Ditz                | Chrysler    | 2     | 66   | 8          |
| 25      | 71   | Fred Dove        | Fred Dove                | Oldsmobile  | 17    | 64   | 0          |
| 26      | 97-A | Sonny Hutchins   | J.M. Fitzgibbons         | Oldsmobile  | 13    | 15   | 0          |
| 27      | 444  | Chick Dawson     | i.u.                     | Studebaker  | 28    | 11   | 0          |
| 28      | 88   | Jimmie Lewallen  | Ernest Woods             | Oldsmobile  | 6     | 3    | 0          |
| Källor: |      |                  |                          |             |       |      |            |